# Julian Bourdeu
Pour les articles homonymes, voir Bourdeu.

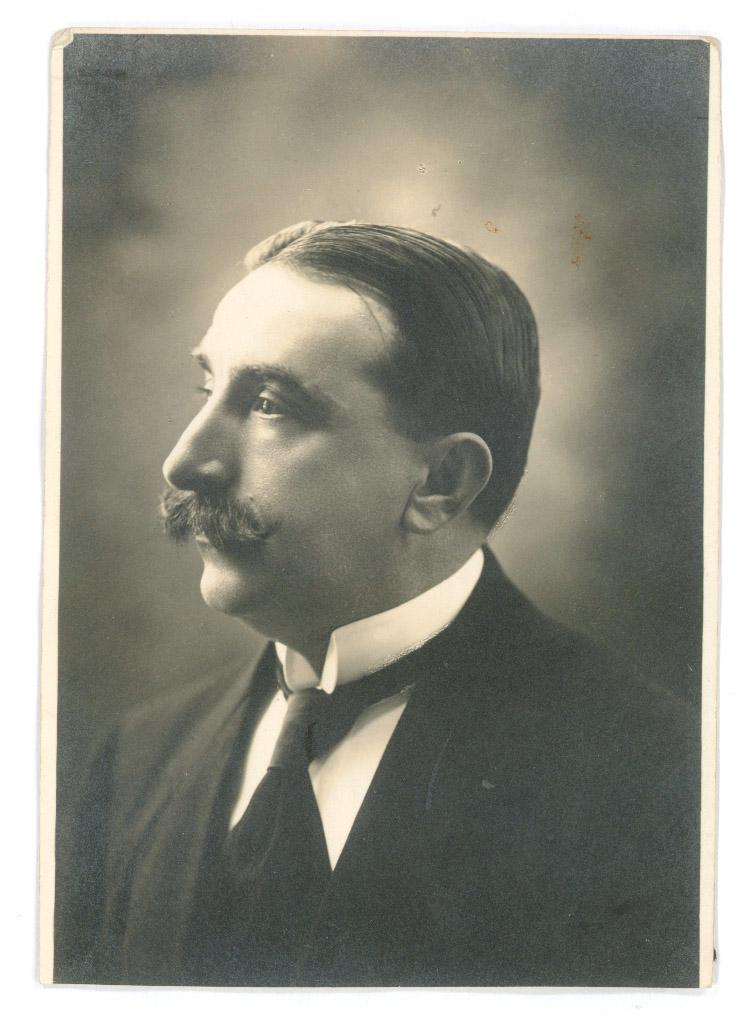
Julián Bourdeu vers 1910.

Julián Bourdeu, né à Bagnères-de-Bigorre le 4 novembre 1870 et mort à Buenos Aires le 3 février 1932, est un des nombreux pyrénéens qui émigra vers le Rio de la Plata et, établi en République argentine, fut un voisin distingué de la ville de Buenos Aires où il a prêté son concours a beaucoup d'œuvres culturelles. Il fut aussi juge de paix, journaliste et commissaire de police.

## Biographie
Arrivé à Buenos Aires en 1888, il fut le premier chef comptable de la Fábrica Nacional de Calzado (Usine nationale de chaussures) dont l’établissement dans cette année fut l’origine d’un quartier de la ville de Buenos Aires, Villa Crespo, et fut ainsi un des pionniers de cette zone. Dans les années suivantes, Bourdeu fut juge de paix, et fondateur ou cofondateur de plusieurs institutions (hebdomadaire El Progreso (1895), Bibliothèque populaire de San Bernardo (1910), aujourd’hui Biblioteca Popular Alberdi) et premier directeur ou président de plusieurs d’autres. Aux élections de 1904 il fut élu membre du collège (le système électoral étant à l’époque indirect) qui vota Manuel Quintana Président de la République et les sénateurs nationales pour la Capital.
En 1904, une loi fut votée qui avait pour but d'améliorer les rapports entre la force de l’ordre public et la population et par la suite quelques voisins notés de Buenos Aires furent appelés aux rangs de la Police. Bourdeu fut nommé Commissaire de Police de la Capital (la ville de Buenos Aires), force qui est dès 1943 la police fédérale (es). Au même temps que son rôle policier il eut aussi une action importante dans toutes les activités touchant la culture et le développement communautaire dans beaucoup de quartiers de Buenos Aires.
Julien Bourdeu est mort à Buenos Aires en 1932.